# 泊村

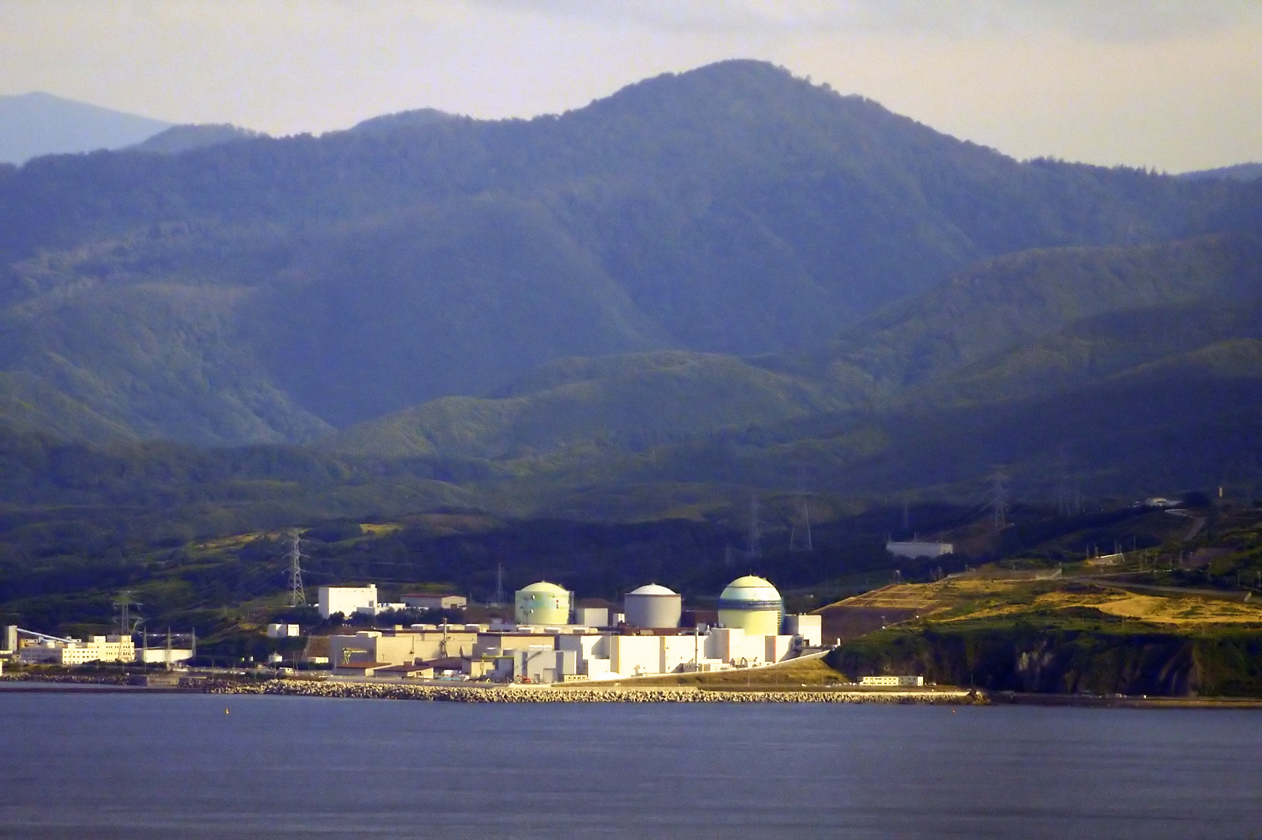
泊原子力発電所

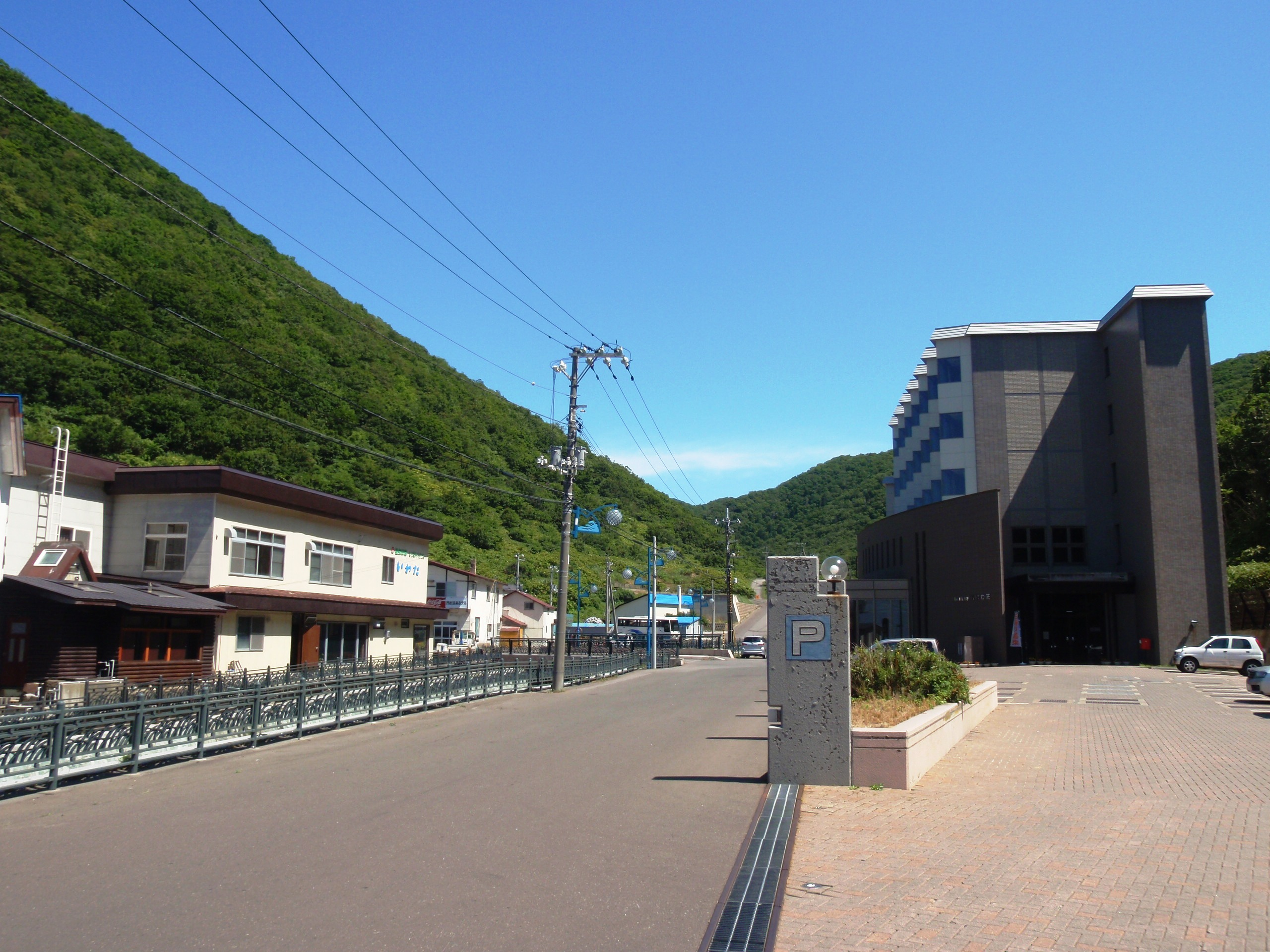
盃温泉郷

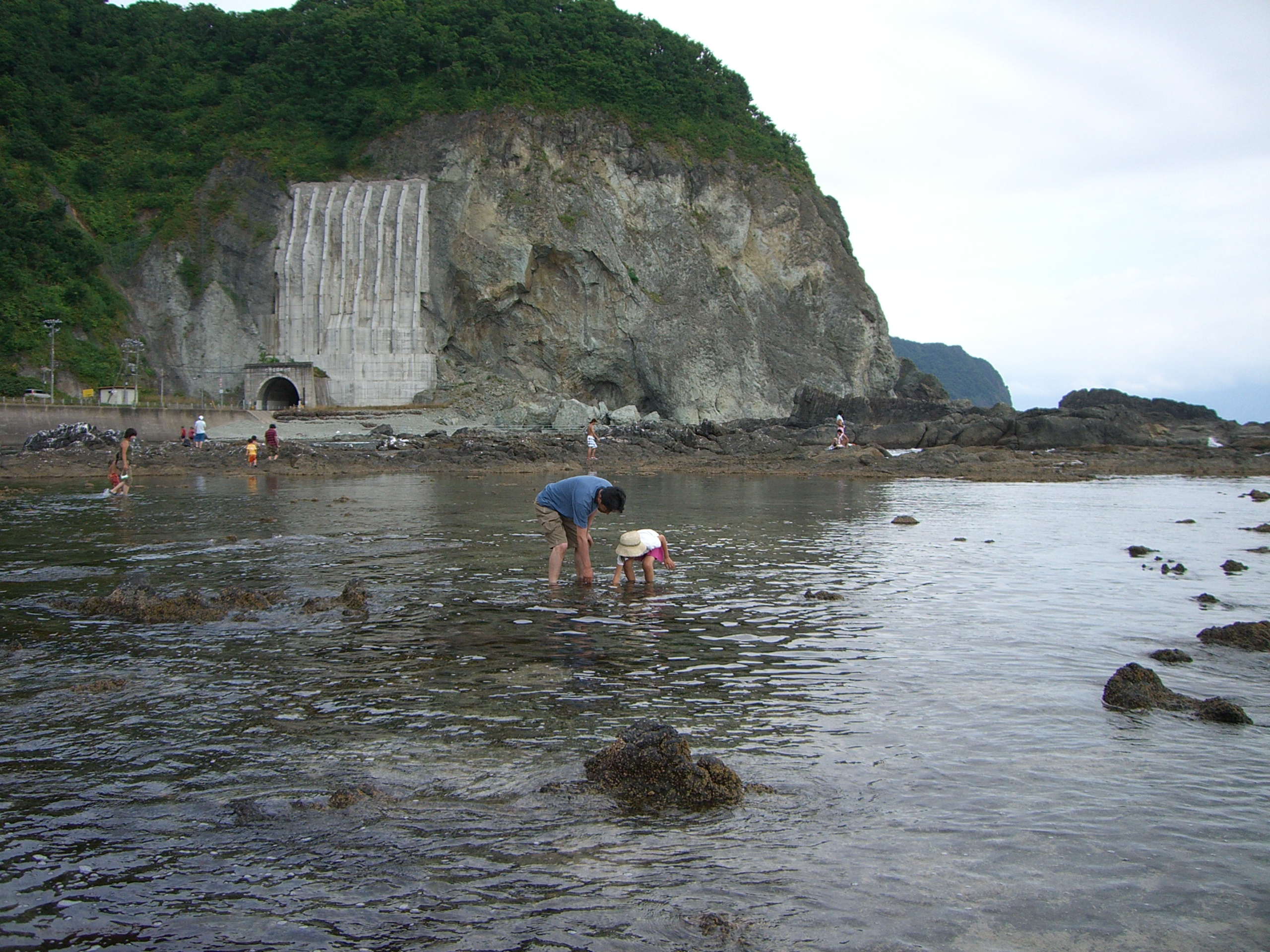
盃海岸

泊村（とまりむら）は、北海道後志総合振興局管内の古宇郡に属する村。北海道で唯一の原子力発電所があるため、村の財政は豊かである。
村名の由来は、中心地の入り江を指す、アイヌ語の「モイレ・トマリ（静かな・泊地）」である。

## 地理
平地は少なく、大半は山林である。
- 山: 熊追山（805.4m）、滝ノ沢山 （714.0m）、天狗山（688.7m）、丸山（208.7m）、兜山
- 川: 茶津川、玉川、モヘル川、盃川、茂岩川
- その他: 大川ノ滝、兜岬、弁天島

### 隣接している自治体
- 後志総合振興局
  - 古平郡 ： 古平町
  - 古宇郡 ： 神恵内村
  - 岩内郡 ： 共和町

## 歴史

### 沿革
- 1594年（文禄3年） ニシン漁がなされている。鰊御殿とまりがある。
- 1856年（安政2年） 茅沼炭鉱が発見される。
- 1864年（元治元年） 箱館奉行所はアメリカ人技師を招き、茅沼炭鉱の採掘を開始した。
- 1909年（明治42年） 泊村・盃村・興志内村・茅沼村・堀株村が合併して、二級町村泊村となる。
- 1923年（大正12年） 一級町村制施行。一部を発足村（現・共和町）に分割。
- 1989年（平成元年）6月22日 北海道電力泊原子力発電所1号機運転開始。
- 1991年（平成3年）4月12日 北海道電力泊原子力発電所2号機運転開始。
- 2009年（平成21年）12月22日 北海道電力泊原子力発電所3号機運転開始。

## 行政
- 村長： 高橋鉄徳

## 経済

### 産業
- 北海道電力泊発電所（原子力発電所）があり、北海道の電力消費量の約4割を供給している。発電所の固定資産税や国の電源開発交付金により、同村は北海道内の市町村で唯一、地方交付税を受け取っていない不交付団体である。
- 北海道では最も古い、1856年に発見された茅沼炭鉱[2]があった。そして、この炭鉱の施設として「日本で最初の鉄道」といわれている茅沼炭鉱軌道があった。1964年閉山。
- 漁業と観光が基幹産業である。

### 漁協
- 古宇郡漁業協同組合
- 泊村本所（大字泊村）
  - 盃支所（大字盃村）

### 郵便局
- 後志泊郵便局（集配局、大字泊村）
- 盃郵便局（大字盃村）
- 茅沼郵便局（大字茅沼村）

### 宅配便
- ヤマト運輸：千歳主管支店岩内センター（共和町）
- 佐川急便：倶知安店（倶知安町）
- 日本通運：小樽支店（小樽市）

## 公共機関

### 警察
- 北海道札幌方面岩内警察署
  - 泊駐在所（大字茅沼村）

## 姉妹都市・提携都市

### 国内
- 愛媛県西宇和郡伊方町
  - 1998年（平成10年）2月姉妹都市提携

## 地域

### 人口
| |                                      |  |
| 泊村と全国の年齢別人口分布（2005年） | 泊村の年齢・男女別人口分布（2005年） |  |
| ■紫色 ― 泊村 ■緑色 ― 日本全国 | ■青色 ― 男性 ■赤色 ― 女性            |  |
| 泊村（に相当する地域）の人口の推移 \| 1970年（昭和45年） \| 3,377人 \| \| \| 1975年（昭和50年） \| 3,031人 \| \| \| 1980年（昭和55年） \| 2,788人 \| \| \| 1985年（昭和60年） \| 2,640人 \| \| \| 1990年（平成2年） \| 2,376人 \| \| \| 1995年（平成7年） \| 2,128人 \| \| \| 2000年（平成12年） \| 2,040人 \| \| \| 2005年（平成17年） \| 2,185人 \| \| \| 2010年（平成22年） \| 1,882人 \| \| \| 2015年（平成27年） \| 1,771人 \| \| \| 2020年（令和2年） \| 1,569人 \| \| |                                      |  |
| 総務省統計局 国勢調査より |                                      |  |
| 1970年（昭和45年） | 3,377人                              |  |
| 1975年（昭和50年） | 3,031人                              |  |
| 1980年（昭和55年） | 2,788人                              |  |
| 1985年（昭和60年） | 2,640人                              |  |
| 1990年（平成2年） | 2,376人                              |  |
| 1995年（平成7年） | 2,128人                              |  |
| 2000年（平成12年） | 2,040人                              |  |
| 2005年（平成17年） | 2,185人                              |  |
| 2010年（平成22年） | 1,882人                              |  |
| 2015年（平成27年） | 1,771人                              |  |
| 2020年（令和2年） | 1,569人                              |  |

### 教育
- 中学校
  - 泊村立泊中学校（大字泊村）
- 小学校
  - 泊村立泊小学校（大字盃村。閉校した旧盃小中学校を改装して移転。なお大字泊村にあった旧小学校の建物は総合施設「とまリンク」として利用）

## 交通

### 鉄道
村内を鉄道路線は通っていない。最寄りは、JR北海道函館本線小沢駅。

### バス路線
- 岩宇地域公共交通活性化協議会 - 岩内町・共和町・泊村・神恵内村を結ぶ岩宇地域海岸線「しおかぜライン」。北海道中央バス神恵内線廃止による代替交通[3]。岩宇#路線バスを参照。
- とまり循環バス - 村中心部と盃・茂岩を結ぶ[4]。

### 道路
- 国道
  - 国道229号
- 都道府県道
  - 北海道道342号茅沼鉱山泊線
  - 北海道道1178号泊共和線

## 通信
市外局番は0135（岩内MA地域）。なお、同じ0135であるが余市MA地域へは市外局番からかける必要がある。
市内局番は村内全域で65、75。

## 名所・旧跡・観光スポット・祭事・催事
- 泊稲荷神社 - 天和2年の創建
- 智竜寺 - 文久2年開山
- 法輪寺 - 文久3年開山、本堂には「天井絵」と透かし彫りの「欄間」
- 茅沼炭鉱跡 - 北海道最古の炭鉱
- 盃温泉
- 鰊御殿とまり - 旧川村家番屋、旧武井邸客殿（未来に残したい漁業漁村の歴史文化財産百選）
- とまりカブトラインパーク
- 原子力PRセンター・とまりん館

## 出身者
- 池高暢希（サッカー選手）
- ジェントル（俳優、元お笑い芸人（ミルククラウン）
- 牧口準市（弁護士）
- 文字一志（倶知安町長）
- 柴田早苗（日劇ダンシングチームダンサー、女優、タレント）